# Ailhon
Ailhon település Franciaországban, Ardèche megyében. Lakosainak száma 553 fő (2022. január 1.). Ailhon Chassiers, Chazeaux, Fons, Lachapelle-sous-Aubenas, Lentillères, Mercuer, Prades, Saint-Étienne-de-Fontbellon, Saint-Sernin és Vinezac községekkel határos.

## Népesség
A település népességének változása:
| Lakosok száma | 140  | 173  | 290  | 446  | 547  | 565  | 554  | 551  | 551  | 553  |
|               | 1968 | 1982 | 1990 | 2006 | 2013 | 2015 | 2017 | 2019 | 2020 | 2022 |